# Kovatchévtsi (obchtina)
L'obchtina Kovatchévtsi (bulgare : Община Ковачевци) est une commune de l'ouest de la Bulgarie, située dans l'oblast de Pernik. Son chef-lieu est le village de Kovatchévtsi.

## Géographie
La commune est située dans l'ouest de la Bulgarie, à 53 km au sud-ouest de la capitale Sofia. Elle s'étend, d'ouest en est, sur la montagne Roudina, la vallée de la rivière Svétlya et la montagne Forêt noire. 

## Histoire
Les fouilles archéologiques ont permis d'attester que le territoire de la commune était habité au début de notre ère. Des vestiges de bâtiments romains ont été découverts lors de la construction du barrage de Ptchélina, sur le fleuve Strouma. Dans les environs du village de Tchoukléto ont été trouvés des vestiges d'une ancienne nécropole sous un tumulus.
Le village de Kovatchévtsi est mentionné, pour la première fois, sous le nom Kovatchova, dans des registres fiscaux ottomans de 1576.

## Administration
La municipalité de Kovatchévtsi comprend 10 villages :
| - Tchépino - Egalnitsa - Kalichté - Kovatchévtsi - Kossatcha | - Loboche - Rakilovtsi - Svétlya - Sirichtnik - Slatino |

## Galerie

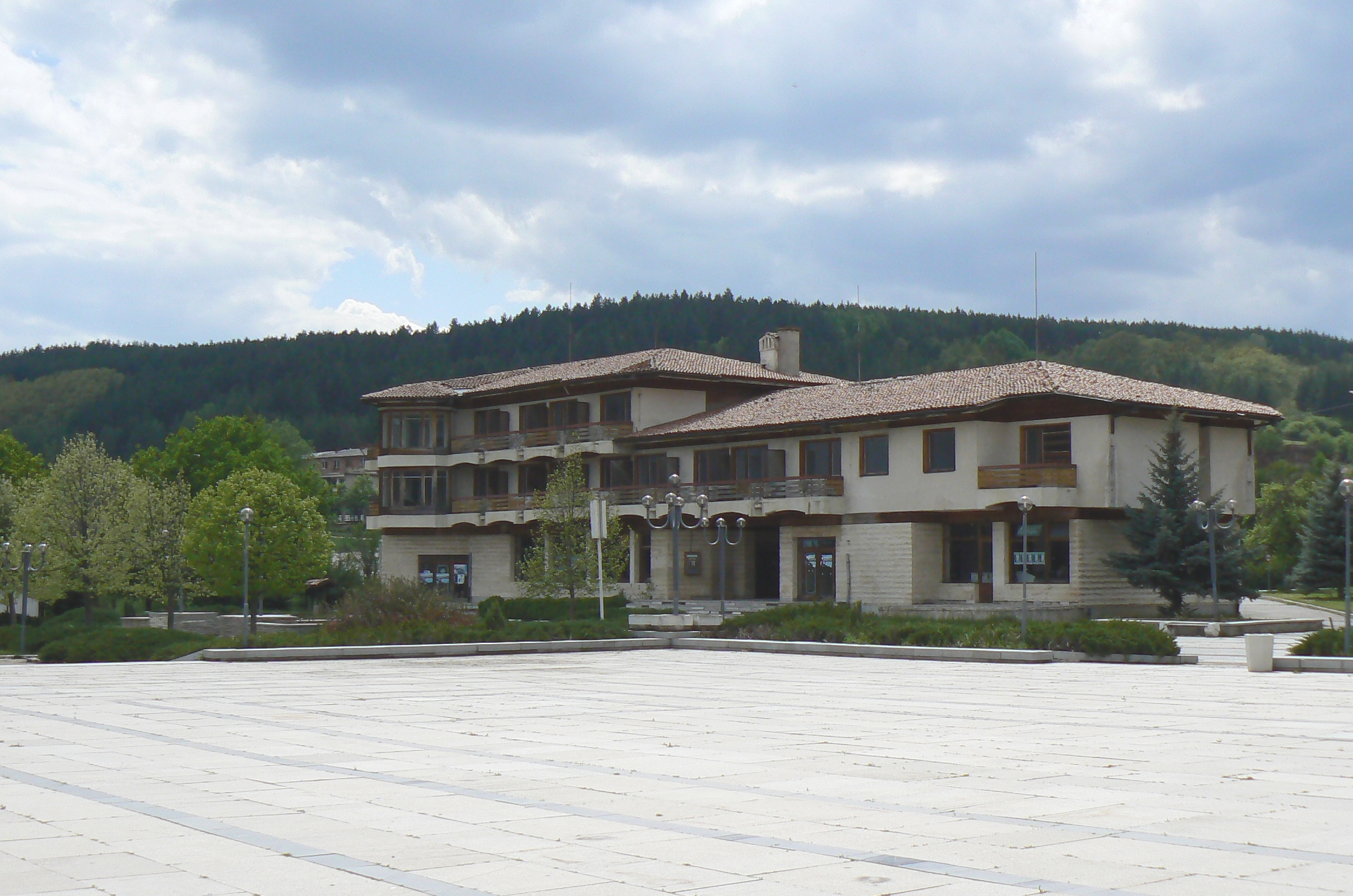
Kovatchévtsi : La place centrale et la mairie
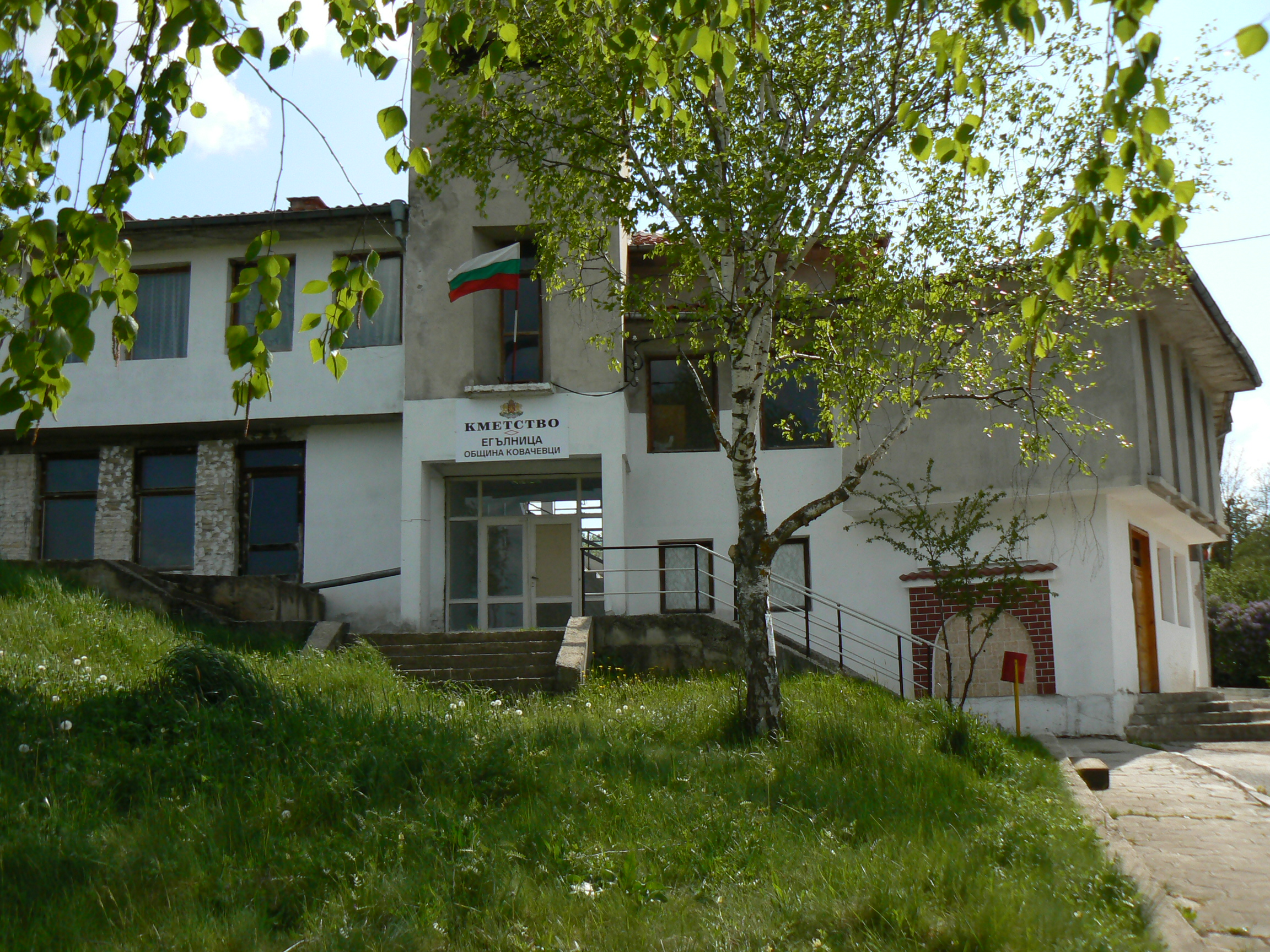
Egalnitsa : la mairie-annexe
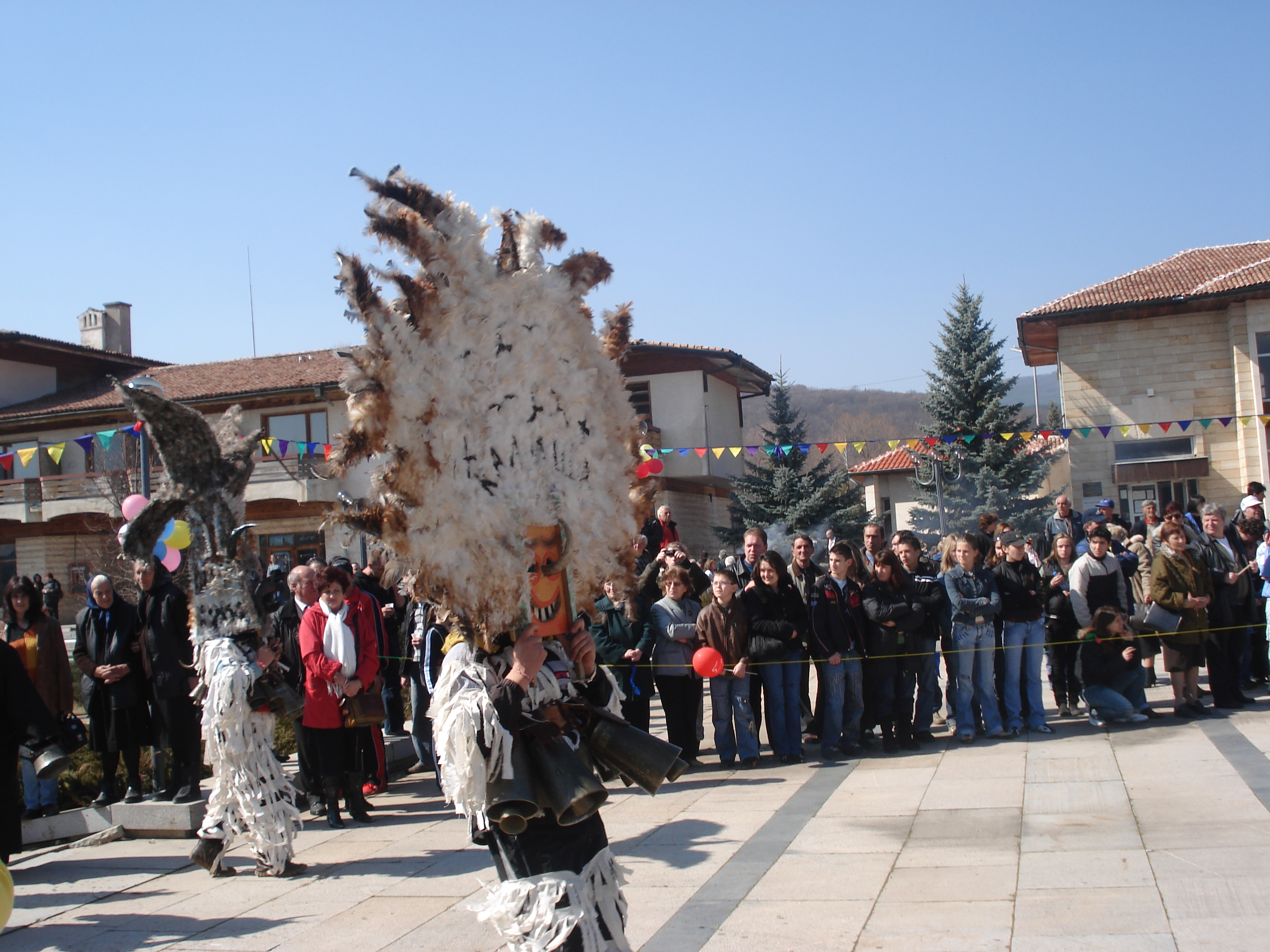
Kalichté : fête de la Sourva sur la place centrale
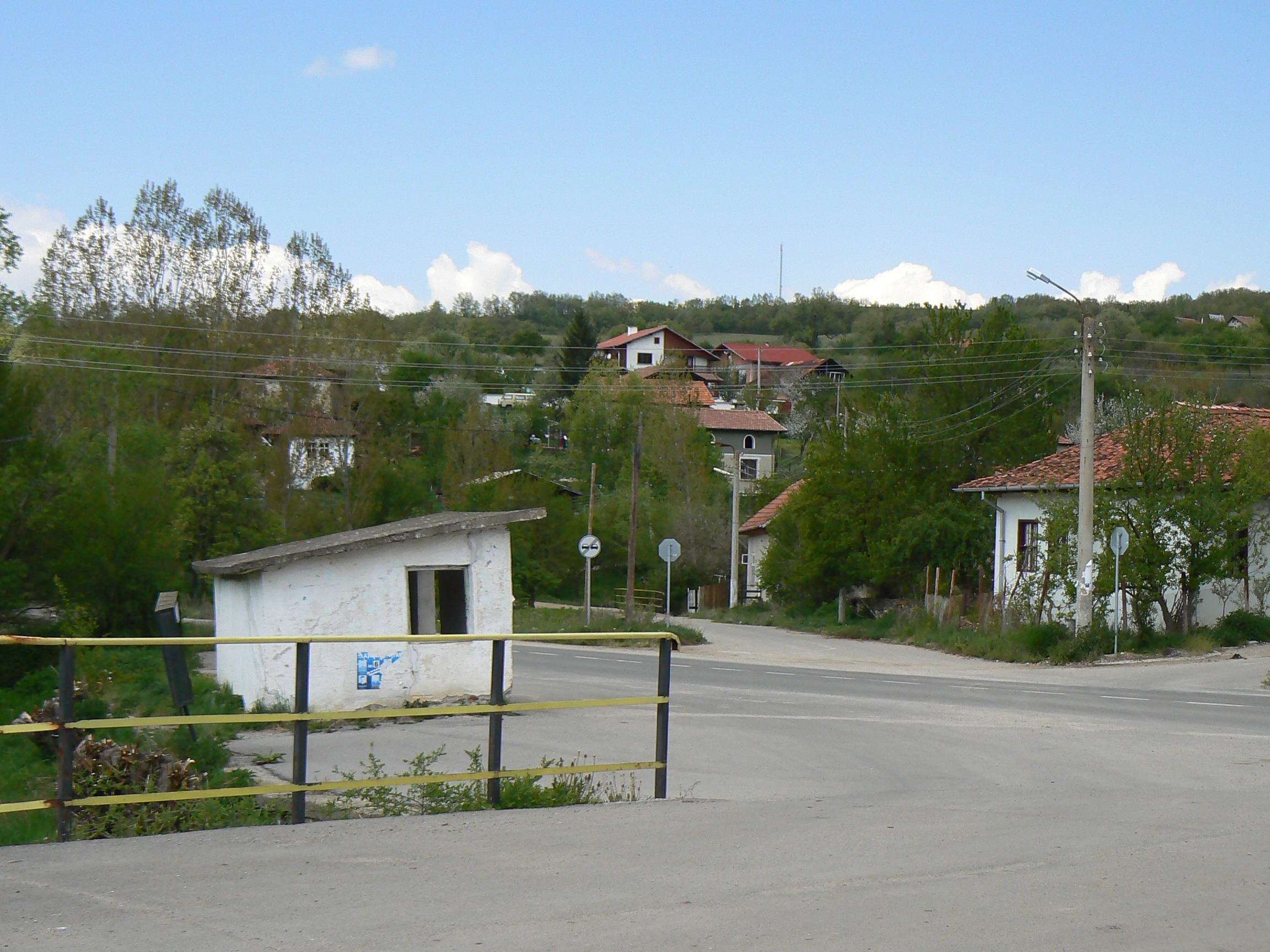
Kosatcha : le centre du village
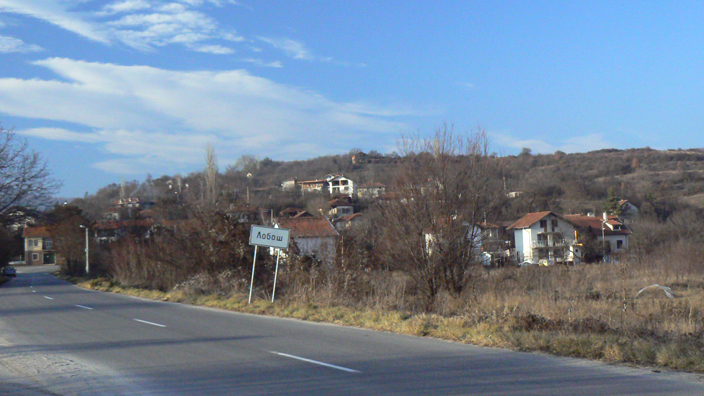
Loboche : l'entrée du village
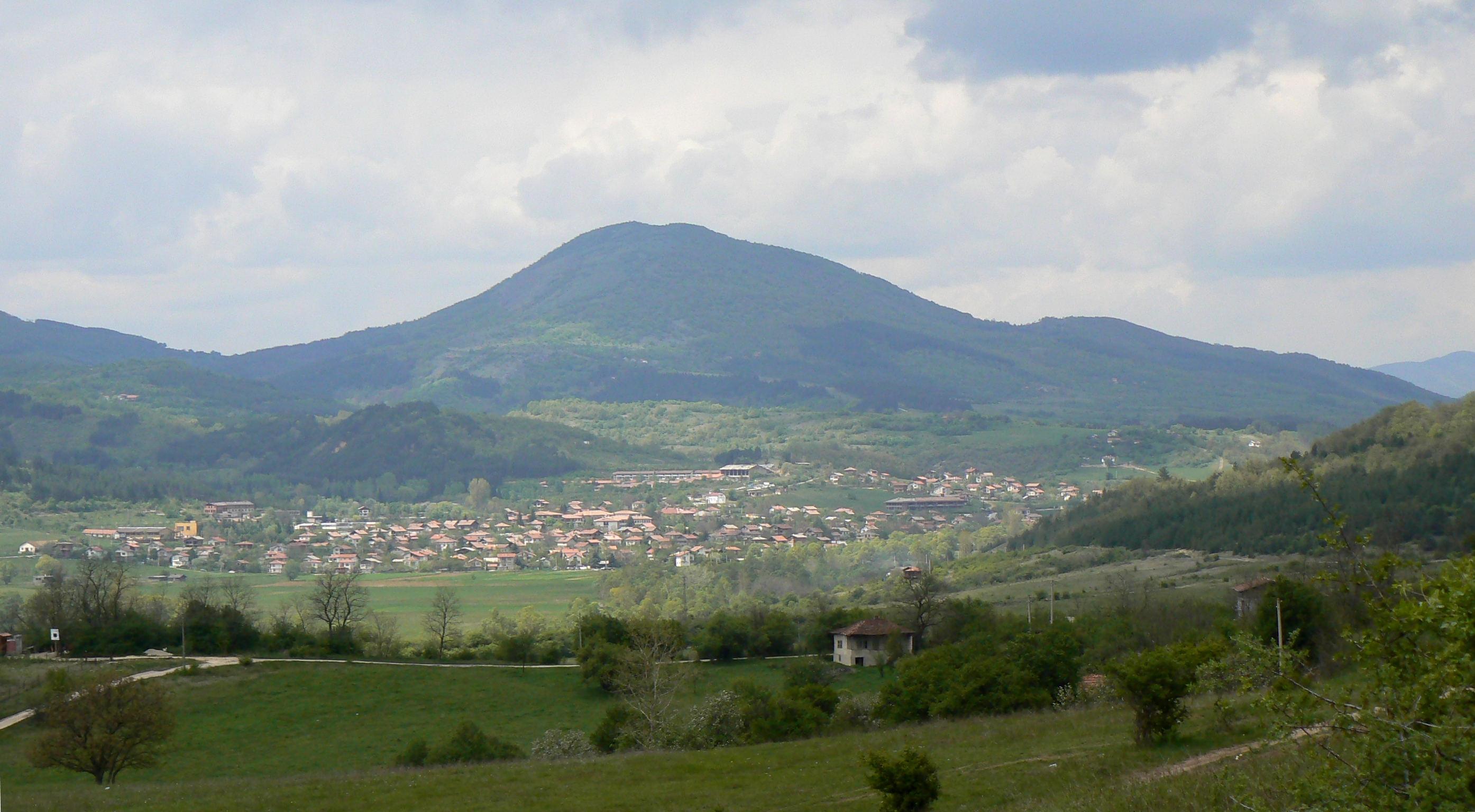
Rakilovtsi : vue panoramique
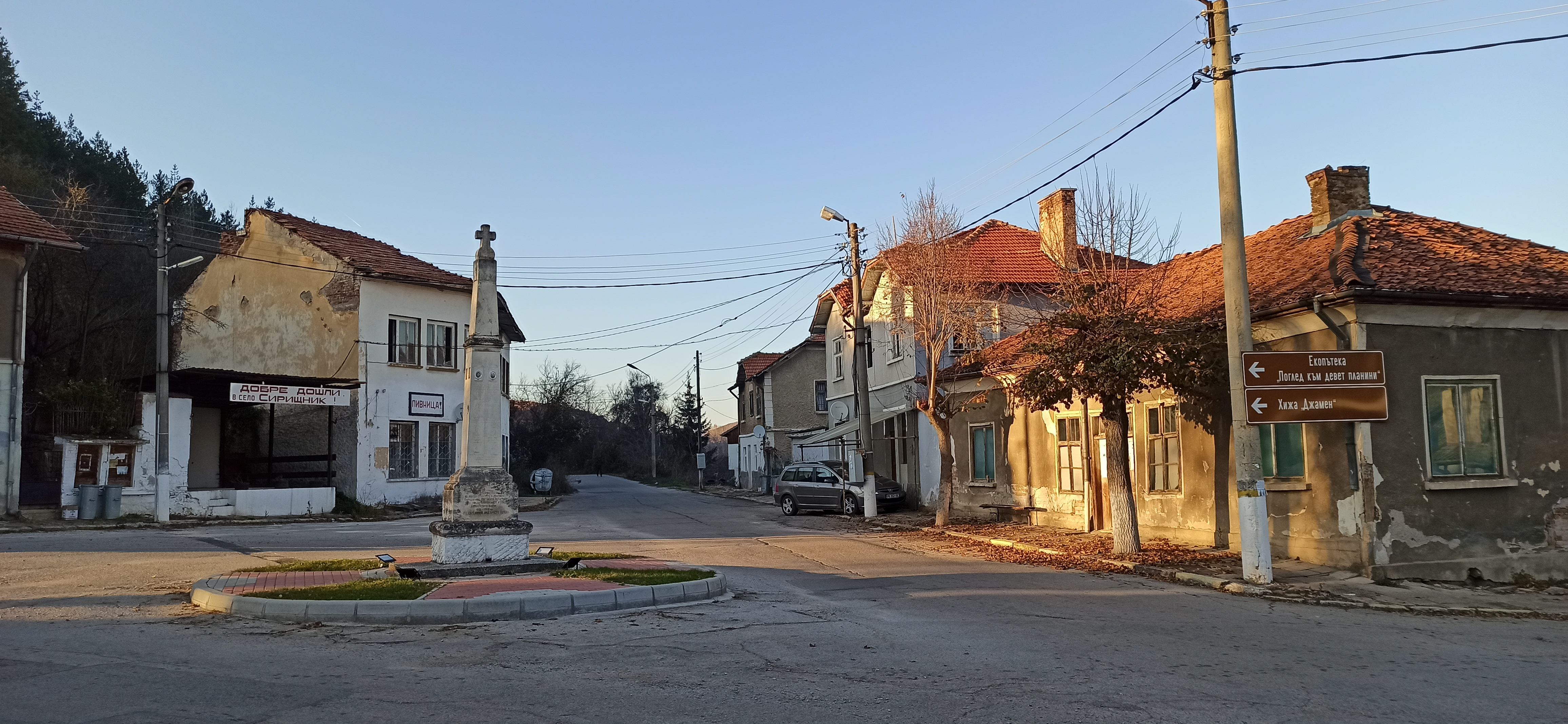
Sirichtnik : le centre du village